# EXID
EXID (koreansk: 이엑스아이디) er en sydkoreansk pigegruppe der blev dannet af Yedang Entertainment i 2012. Der er fem medlemmer i Gruppen: Solji, LE, Hani, Hyelin og Junghwa.

## Medlemmer
- Heo Solji (허솔지), 10.1.1989, tidligere medlem af duoen 2NB med Blady's Gabin. Før hun indtrådte som medlem af EXID var hun deres sangtræner.
- LE født Ahn Hyo-jin (안효진), 10.12.1991
- Hani født Ahn Hee-yeon (안희연), 1.5.1992
- Seo Hyelin (서혜린), 23.8.1993
- Park Junghwa (박정화), 8.5.1995

## Koreansk diskografi

### EP
- 2012: Hippity Hop
- 2015: Ah Yeah

## Eksterne links
- Wikimedia Commons har flere filer relateret til EXID